# 브래드 로
브래드 로(Brad Rowe, 1970년 5월 15일 ~ )는 미국의 배우이다.

## 출연 작품
- 창녀 (2008)
- 셀터 (2007)
- 내셔널 트레져: 비밀의 책 (2007)
- 크리미널 마인드 2 (2006)
- 러브 포 렌트 (2005)
- 셧 업 앤 키스 미! (2004)
- 피쉬 위다웃 어 바이시클 (2003)
- 게팅 홀 (2003)
- 미싱 (2003)
- 풀 프론탈 (2002)
- 어코딩 투 스펜서 (2001)
- The '70s (2000)
- 크리스티나 하우스 (2000)
- 웹 오브 라이즈 (1999)
- 보디 샷 (1999)
- 판도라 프로젝트 (1998)